# 腧穴

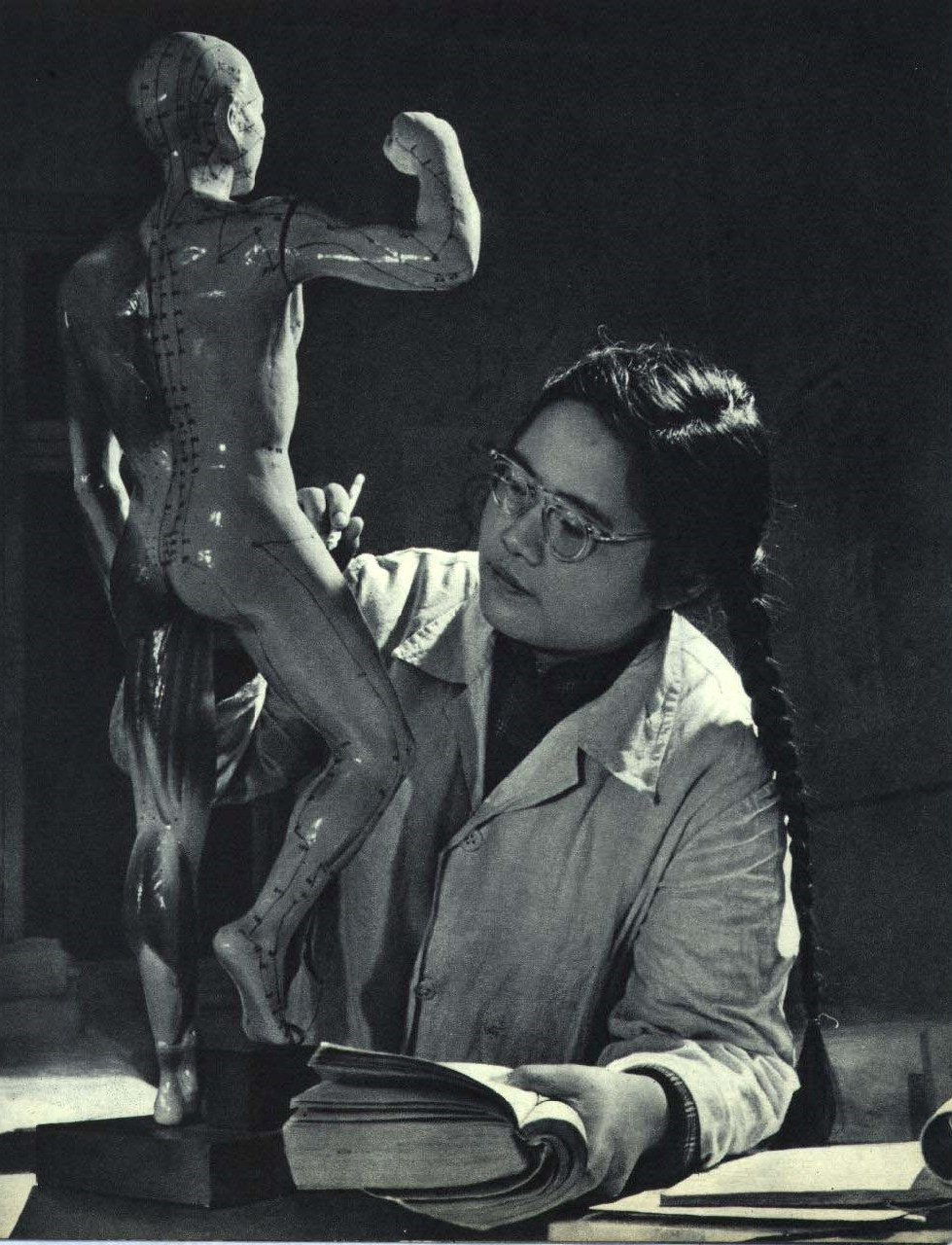
1963年北京中医学院学生辨别穴位

腧穴又称穴位，是中國傳統醫學在人體分佈體表的脏腑经络循環路線中，對气血匯聚、轉输與出入之所的特定處所給定的名稱，既是疾病的反应点，又是针灸推拿等醫學临床的刺激点。腧穴在《黃帝內經》中又稱節、會、氣穴、骨空，《針灸甲乙經》稱孔穴，《太平圣惠方》有称做“穴道”，《铜人腧穴针灸图经》通称为“腧穴”，《神灸经纶》则称为“穴位”。
中文古文中，“腧、輸、俞”三字可相通，發音（shù  ㄕㄨˋ），但使用時各有所指。“腧穴”是指穴位的統稱；腧與「輸」通，有轉注輸注的含義，指經氣的轉輸如同水流的轉輸灌注；穴有孔隙的意思，指經氣所居留之處在筋骨肌肉的空隙間。“輸穴”指五腧穴（井滎輸經合）中的第三個穴位；“俞穴”是指募俞穴中的背俞穴，即臟腑之氣輸注於背部的穴位。
人體五臟六腑的「正經」經絡系統共計十二條，加上身體正面中央的「任脈」、背面中央的「督脈」各有一條特殊經絡系統。加計後共為「十四經絡」或稱為「廣義經絡」，在其上所排列著的人體穴道，稱為「正穴」，全部共有三百六十五處。但仍還有很多隱敝、偏僻的穴道，如果連這些都算在內，人體總穴位數目超過該數目。

## 腧穴用途
1. 医家：常用手指压按各经的穴位寻找压痛点，诊查疾病；用针来聚气通经，泻脏腑邪气，调理阴阳表里脏腑之气，以有余补不足；用灸来补阳平阴。医者也以药归经，调理脏腑阴阳。主要載於在中醫典籍《黃帝內經》與《難經》第六十二難至第六十八難中。
2. 武學家：直接攻擊傷害腧穴，來減損對方攻防能力，嚴重傷害者可能導致瞬間死亡。[來源請求]。

## 腧穴的分類
腧穴大體上可分為三大類：
經穴指歸屬於十二正经及任脈、督脈的腧穴，又稱為十四經穴。由於分布在十四經脈上，所以能十四經脈及所屬臟腑的病證，而且能主治本經的病證。
奇穴指未歸入十二經脈及任脈、督脈，但具有奇效、有明確位置及名稱的腧穴，又稱為經外奇穴。其主治範圍比較單純，多數對某些病證有特殊療效。日本称“改正孔穴”。
阿是穴是以痛處為穴直接進行針灸的一類腧穴，既無固定名稱，也没有固定位置，又稱為不定、天應。
铜人穴位模型

## 站外链接
- 人体穴位图 （页面存档备份，存于）

1. ↑  . www.zdic.net.   [2024-09-19]. （原始内容存档于2024-09-19） （中文（中国大陆））.
2. ↑  姜, 姗. . 中国针灸 (北京协和医学院人文和社会科学学院). 2022-07-19: 9. doi:10.13703/j.0255-2930.20220618-k0003 –知网.